# NGC 5197
NGC 5197 is een spiraalvormig sterrenstelsel in het sterrenbeeld Maagd. Het hemelobject werd op 12 april 1864 ontdekt door de Duitse astronoom Albert Marth.

## Synoniemen
- ZWG 17.3
- NPM1G -01.0381
- PGC 47546